# Peñas Chatas
Peñas Chatas è un comune (corregimiento) della Repubblica di Panama situato nel distretto di Ocú, provincia di Herrera. Si estende su una superficie di 89,1 km² e conta una popolazione di 1.778 abitanti (censimento 2010).